# حذاء الهلام
حذاء الهلام هو نوع من الأحذية مصنوع من لدائن PVC. تأتي أحذية الهلام في مجموعة كبيرة ومتنوعة من العلامات التجارية والألوان، وفي بعض الأحيان تكون مملوءة بالبرقات. التسمية جاءت من ترجمة اسم الشركة الفرنسية (جيلي شوز)، التي أسسها توني ألانو ونيكولاس جيلون في عام 1980 في باريس.